# Rubus wheeleri
Rubus wheeleri är en rosväxtart som först beskrevs av Jacob Whitman Bailey, och fick sitt nu gällande namn av Jacob Whitman Bailey. Rubus wheeleri ingår i släktet rubusar, och familjen rosväxter. Inga underarter finns listade i Catalogue of Life.